# Casa Real de Moneda

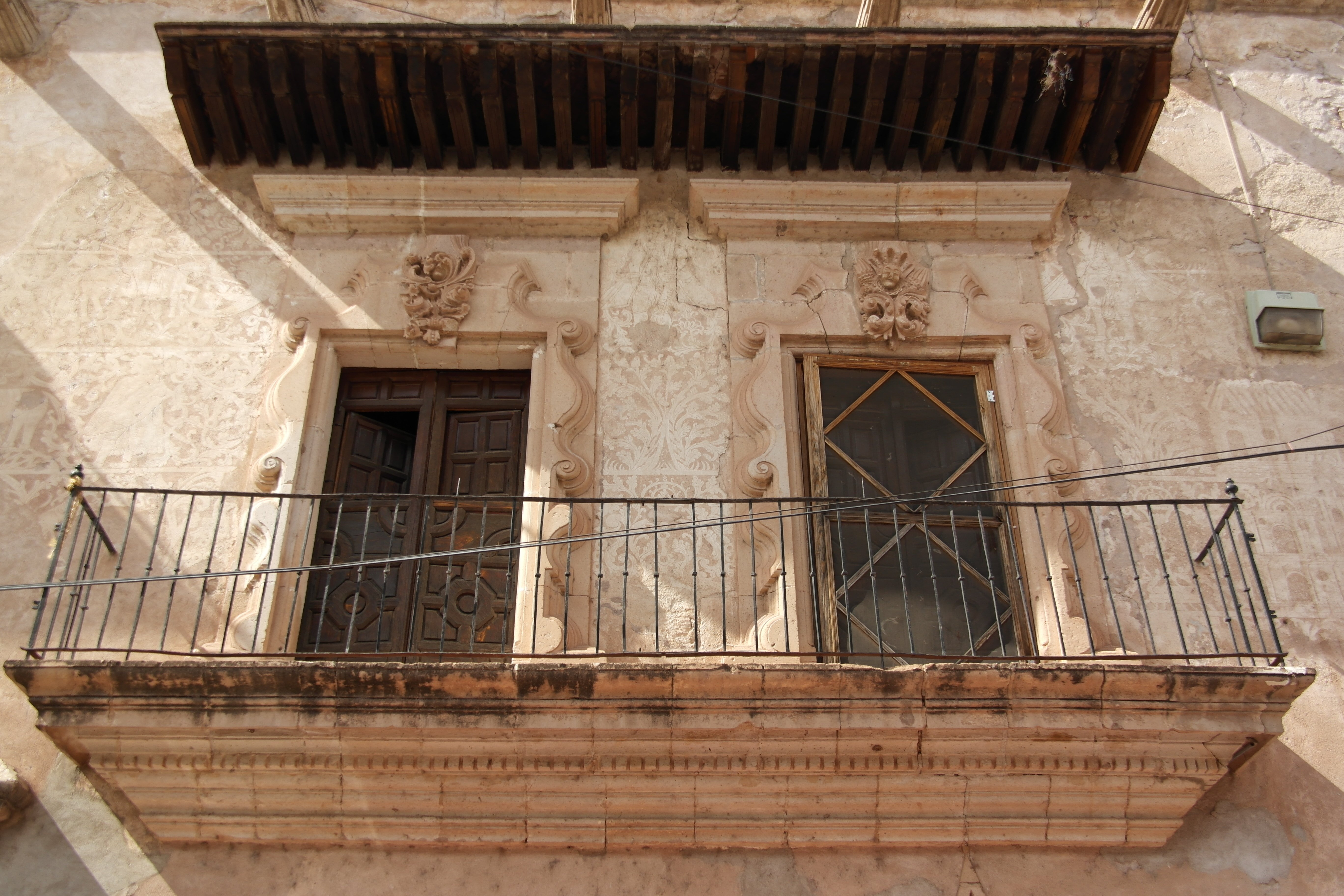
Real Caja de Bolaños

La Real Caja de Bolaños (conocida erróneamente como Casa de Moneda o Casa Real), es un edificio construido entre 1752 y 1754 mandado a construir por el virrey Revillagigedo debido a la enorme riqueza del Real de Minas de Bolaños, Nueva Galicia (Jalisco). Su función, como fue común en las cajas reales en el virreinato, dependientes de la Real Hacienda, era la representación administrativa del virrey en los centros mineros importantes y se encargaba del almacenaje, distribución y aprovisionamiento de sal y azogue (mercurio), necesario para las técnicas del beneficio, amalgamación y separación de la plata y por supuesto, la recolección de la plata obtenida por los mineros. La Real Caja era la institución encargada de recibir y distribuir la plata extraída de las minas, además de la distribución y envío. 
El edificio ocupa una manzana al sur de la plaza de armas de la población. Se trata de un bloque de cuatro frentes o fachadas de dos niveles o plantas, tres de ellas principales, con crujías conectadas al interior por pasillos que rodean un patio central. Las habitaciones que dan al exterior se abren a las fachadas norte, oriente y poniente en dos niveles. El edificio como tal fue destruido parcialmente en los años 30 del siglo XX debido a que se encontraba en un estado ruinoso, con los techos de vigas de madera dañados y la crujía sur se había derrumbado. En esos años se derribaron las columnas y arquería del patio y la crujía perimetral, conservando únicamente las crujías principales al oriente y poniente y la de ingreso, al norte. Se construyó un pequeño escenario para la comunidad en ese entonces. En 1981 se inició su rehabilitación y restauración, recuperando los entrepisos y cubriendo la mayor parte de las tres crujías que sobrevivieron. Asimismo se restauró la fachada principal liberándose el escudo de armas de España localizado en el remate de la portada, el cual había sido cubierto con enjarres poco después de la Independencia. En esta etapa se recuperaron los balcones de madera y se recuperaron los aplanados para devolver al monumento parte de su valor relevante.
El edificio está construido con muros de piedra con mamposteo ordinario, cubierto con aplanados y presenta contrafuertes robustos de forma rectangular en planta y circular en el caso de tres esquinas. Debido a la accidentada topografía del terreno, el edificio varía en alturas desde los 10 hasta los 12.5 metros de altura. Las ventanas de la planta baja son estrechas y tiene cuatro puertas de acceso a las distintas dependencias interiores. La planta alta tiene vanos con balcones en la fachada principal y dos laterales. Estos balcones tienen un sistema de voladizo consistente en la prolongación de las vigas interiores del entrepiso hacia el exterior, soportadas por molduras de piedra. El ingreso principal, que mira al norte, es una portada monumental con un gran vano con marco almohadillado y rematado con cornisa sobre la cual se localiza un águila bicéfala tallada en piedra. En el mismo eje de la portada, ascendiendo, se encuentra un vano sencillo con faldón a la manera de guardamalleta y en el remate, encima del vano, un gran nicho flanqueado por dos pilastras churriguerescas que sostienen una cornisa en medio círculo. En el interior del nicho se encuentra un escudo de España, con cuatro campos de leones y castillos, rematados probablemente por una corona que desapareció, todo labrado en bajorrelieve en piedra de la región.
A lo largo de su historia el edificio ha funcionado también como administración para la Compañía Minera de Bolaños, inglesa, entre 1825 y 1844 y muy probablemente como pagaduría para la compañía norteamericana que explotó el mineral entre 1890 y 1914, retomándose los trabajos y uso del edificio entre 1921 y 1936. Actualmente ha sido continuada la rehabilitación del edificio a cargo del Gobierno del Estado de Jalisco, desde 2002, y su uso actual es de casa de la cultura de Bolaños.